# 範長
範長（はんちょう、久安元年（1145年） - 没年未詳）は、平安時代末期の法相宗の僧侶。左大臣藤原頼長の四男で末子。母は源師俊の娘で、同母兄に兼長、隆長がいる。幼名は乙麿、また乙法師とも。『保元物語』には範長禅師と記載。

## 略歴
幼少期は祖父の忠実の愛妾・播磨の養子であったとされる。仁平3年（1153年）に興福寺大乗院3世・尋範 （範長には叔曽祖父に当たる）の弟子となり、その一字を取って法諱を範長と名乗る。
保元元年（1156年）の保元の乱の際には大法師位にあったが、この戦乱において父の頼長が敗死すると、兄弟達とともに一旦宇治の忠実のもとに逃れる。ほどなく出頭し、父に連座する形で、安房国（一説には安芸国）へ配流された。その後、詳細な年代は不明ながら、都に帰還することなく配所で没した。